# William Cavendish, III duca di Devonshire
William Cavendish, III duca di Devonshire (26 settembre 1698 – 5 dicembre 1755), è stato un nobile e politico inglese, membro del partito Whig.

## Biografia

### Infanzia ed educazione
William Cavendish era figlio maggiore ed erede del William Cavendish, II duca del Devonshire, e di sua moglie, Lady Rachel Russell. Studiò al New College di Oxford.

### Matrimonio
Sposò, il 27 marzo 1718, Catherine Hoskins (o Hoskyn) (1700-1777). Ebbero sette figli.

### Carriera politica

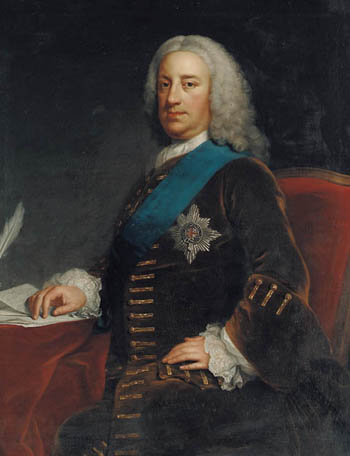
William Cavendish, III duca di Devonshire

Intraprese la carriera politica come il padre e il nonno divenendo deputato del Whig per la circoscrizione elettorale di Lostwithiel (1721-1724). Venne nominato Lord Steward of the Household (1723-1737), come già aveva fatto suo padre, rappresentò Grampound (1724-1727) e Huntingdonshire (1727-1729).
Il 4 giugno 1729, alla morte del padre, gli succedette nel titolo di Duca di Devonshire e passò dunque alla Camera dei Lord. Nel 1731 entrò a far parte del Consiglio Privato ed ebbe la carica di Lord del sigillo privato (1731-1733). Infine, sempre nel 1733, divenne cavaliere dell'Ordine della Giarrettiera. È stato Lord Luogotenente d'Irlanda (1737-1747) e Lord Steward of the Household (1745-1749).

### Ultimi anni e morte

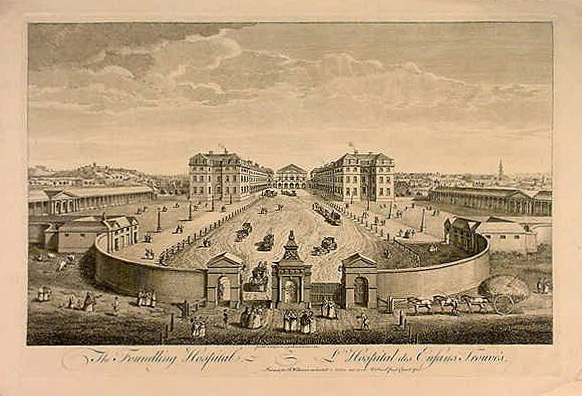
Il Foundling Hospital. La costruzione venne abbattuta.

William fu inoltre uno dei fondatori del Foundling Hospital, ricovero per bambini ed indigenti.
Il Duca morì il 5 dicembre 1755.

## Discendenza
Dal matrimonio tra Lord Cavendish e Catherine Hoskins nacquero:
- Lady Caroline Cavendish (22 maggio 1719–20 gennaio 1760), sposò William Ponsonby, II conte di Bessborough, ebbero tre figli;
- William Cavendish, IV duca di Devonshire (1720–2 ottobre 1764);
- Lord George Augustus Cavendish (?-2 maggio 1794);
- Lady Elizabeth Cavendish (1727–1796), sposò John Ponsonby, ebbero cinque figli;
- Lord Frederick Cavendish (1729 – 21 ottobre 1803);
- Lord John Cavendish (1734–1796);
- Lady Rachel Cavendish (?-8 maggio 1805), sposò Horatio Walpole, I conte di Orford, ebbero tre figli.

## Ascendenza
|                                           |                                    |                                             | Genitori                                    |  |  | Nonni |  |  | Bisnonni                                   |  |  | Trisnonni                                 |  |
|                                           |                                    |                                             |                                             |  |  |       |  |  | William Cavendish, III conte di Devonshire |  |  | William Cavendish, II conte di Devonshire |  |
|                                           |                                    |                                             |                                             |  |  |       |  |  | William Cavendish, III conte di Devonshire |  |  | William Cavendish, II conte di Devonshire |  |
|                                           |                                    | Christian Bruce                             |                                             |  |  |       |  |  | William Cavendish, III conte di Devonshire |  |  |                                           |  |
| William Cavendish, I duca di Devonshire   |                                    |                                             |                                             |  |  |       |  |  | William Cavendish, III conte di Devonshire |  |  |                                           |  |
|                                           |                                    | Elizabeth Cecil                             | William Cecil, II conte di Salisbury        |  |  |       |  |  |                                            |  |  |                                           |  |
|                                           |                                    | Elizabeth Cecil                             | William Cecil, II conte di Salisbury        |  |  |       |  |  |                                            |  |  |                                           |  |
|                                           |                                    | Elizabeth Cecil                             | Catherine Howard                            |  |  |       |  |  |                                            |  |  |                                           |  |
| William Cavendish, II duca di Devonshire  |                                    | Elizabeth Cecil                             |                                             |  |  |       |  |  |                                            |  |  |                                           |  |
|                                           |                                    | James Butler, I duca di Ormonde             | Thomas Butler, visconte di Thurles          |  |  |       |  |  |                                            |  |  |                                           |  |
|                                           |                                    | James Butler, I duca di Ormonde             | Thomas Butler, visconte di Thurles          |  |  |       |  |  |                                            |  |  |                                           |  |
|                                           |                                    | James Butler, I duca di Ormonde             | Elizabeth Pointz                            |  |  |       |  |  |                                            |  |  |                                           |  |
| Mary Butler                               |                                    | James Butler, I duca di Ormonde             |                                             |  |  |       |  |  |                                            |  |  |                                           |  |
|                                           |                                    | Elizabeth Preston                           | Richard Preston, I conte di Desmond         |  |  |       |  |  |                                            |  |  |                                           |  |
|                                           |                                    | Elizabeth Preston                           | Richard Preston, I conte di Desmond         |  |  |       |  |  |                                            |  |  |                                           |  |
|                                           |                                    | Elizabeth Preston                           | Elizabeth Butler                            |  |  |       |  |  |                                            |  |  |                                           |  |
| William Cavendish, III duca di Devonshire |                                    | Elizabeth Preston                           |                                             |  |  |       |  |  |                                            |  |  |                                           |  |
|                                           | William Russell, I duca di Bedford | Francis Russell, IV conte di Bedford        |                                             |  |  |       |  |  |                                            |  |  |                                           |  |
|                                           | William Russell, I duca di Bedford | Francis Russell, IV conte di Bedford        |                                             |  |  |       |  |  |                                            |  |  |                                           |  |
|                                           | William Russell, I duca di Bedford | Catharine Brydges                           |                                             |  |  |       |  |  |                                            |  |  |                                           |  |
| William Russell, lord Russell             | William Russell, I duca di Bedford |                                             |                                             |  |  |       |  |  |                                            |  |  |                                           |  |
|                                           |                                    | Anne Carr                                   | Robert Carr, I conte di Somerset            |  |  |       |  |  |                                            |  |  |                                           |  |
|                                           |                                    | Anne Carr                                   | Robert Carr, I conte di Somerset            |  |  |       |  |  |                                            |  |  |                                           |  |
|                                           |                                    | Anne Carr                                   | Frances Howard                              |  |  |       |  |  |                                            |  |  |                                           |  |
| Rachel Russell                            |                                    | Anne Carr                                   |                                             |  |  |       |  |  |                                            |  |  |                                           |  |
|                                           |                                    | Thomas Wriothesley, IV conte di Southampton | Henry Wriothesley, III conte di Southampton |  |  |       |  |  |                                            |  |  |                                           |  |
|                                           |                                    | Thomas Wriothesley, IV conte di Southampton | Henry Wriothesley, III conte di Southampton |  |  |       |  |  |                                            |  |  |                                           |  |
|                                           |                                    | Thomas Wriothesley, IV conte di Southampton | Elizabeth Vernon                            |  |  |       |  |  |                                            |  |  |                                           |  |
| Rachel Wriothesley                        |                                    | Thomas Wriothesley, IV conte di Southampton |                                             |  |  |       |  |  |                                            |  |  |                                           |  |
|                                           |                                    | Rachel de Massue                            | Daniel de Massue, signore di Rouvigny       |  |  |       |  |  |                                            |  |  |                                           |  |
|                                           |                                    | Rachel de Massue                            | Daniel de Massue, signore di Rouvigny       |  |  |       |  |  |                                            |  |  |                                           |  |
|                                           |                                    | Rachel de Massue                            | Madeleine de Pinot des Fontaines            |  |  |       |  |  |                                            |  |  |                                           |  |
|                                           |                                    | Rachel de Massue                            |                                             |  |  |       |  |  |                                            |  |  |                                           |  |